# Coupe du monde cycliste féminine de Montréal 2000
La 3e édition de la Coupe du monde cycliste féminine de Montréal a lieu le 28 mai 2000. C'est la quatrième épreuve de la Coupe du monde. Elle est remportée par la Finlandaise Pia Sundstedt.

## Équipes
| Équipes féminines professionnelles (7)- Acca Due O-Lorena Camicie - Autotrader.com - Gas Sport Team - Master Team-Carpe Diem - Saturn - Timex - Vlaanderen 2002 Ladies Équipes nationales (4)- Canada - Grande-Bretagne - Pays-Bas - Irlande Équipe féminines amateur (3)- Club Médico-Sportif - Elita - Intersport Inc |
| |

En sus, les équipes Club Cycliste Vézar Sugoi et Team Ontario sont présentes.

## Parcours
L'ascension du Mont Royal est la principale difficulté du parcours dont le tour fait 8,3 km est parcouru 12 fois.

## Favorites
La leader de la Coupe du monde, Diana Žiliūtė, est favorite. La vainqueur sortante Tracey Gaudry peut rééditer sa performance. Parmi les Canadiennes,  Geneviève Jeanson et Lyne Bessette sont à surveiller. L'équipe Gas peut compter sur Pia Sundstedt et  Fabiana Luperini qui ont fait un et deux au Tour du Trentin. Enfin, Mirjam Melchers mène la formation néerlandaise.

## Récit de la course
Les équipes Gas, Saturn et néerlandaise attaquent en début de course afin de mettre à l'épreuve Geneviève Jeanson. Roberta Bonanomi est particulièrement active. À quatre tours de l'arrivée, un groupe de vingt coureuses se forme en tête. À deux tours et demi de la fin, quatre coureuses s'extraient. Il s'agit de : Pia Sundstedt, Fabiana Luperini, Diana Žiliūtė et Mirjam Melchers. Jeanson et Lyne Bessette partent en poursuite, mais ne parviennent pas à effectuer la jonction. Dans l'avant-dernier tour, les coureuses de Gas décrochent leur adversaires. Sundstedt s'impose devant Luperini. Žiliūtė est troisième tandis qu'Elsbeth Vink qui est sortie par la suite est quatrième.

## Classements

### Classement final
| \| Classement général \| Classement général \| Classement général \| Classement général \| Classement général \| \| Coureuse \| Coureuse \| Pays \| Équipe \| Temps \| \| ------------------ \| ------------------- \| ------------------ \| ------------------------- \| ------------------ \| \| 1re \| Pia Sundstedt \| Finlande \| Gas Sport Team \| 2 h 46 min 41 s \| \| 2e \| Fabiana Luperini \| Italie \| Gas Sport Team \| + 0 s \| \| 3e \| Diana Žiliūtė \| Lituanie \| Acca Due O-Lorena Camicie \| + 1 min 03 s \| \| 4e \| Elsbeth Vink \| Pays-Bas \| Pays-Bas \| + 1 min 10 s \| \| 5e \| Mirjam Melchers \| Pays-Bas \| Pays-Bas \| + 1 min 21 s \| \| 6e \| Tracey Gaudry \| Australie \| Timex \| + 2 min 19 s \| \| 7e \| Tatiana Stiajkina \| Ukraine \| Acca Due O-Lorena Camicie \| + 2 min 20 s \| \| 8e \| Pamela Schuster \| États-Unis \| Autotrader.com \| + 2 min 23 s \| \| 9e \| Heidi Van de Vijver \| Belgique \| Vlaanderen 2002 Ladies \| + 2 min 25 s \| \| 10e \| Simona Parente \| Italie \| Gas Sport Team \| + 2 min 25 s \| |                     |            |                           |                 |
| |                     |            |                           |                 |
| |                     |            |                           |                 |
| Classement général |                     |            |                           |                 |
| Coureuse | Coureuse            | Pays       | Équipe                    | Temps           |
| 1re | Pia Sundstedt       | Finlande   | Gas Sport Team            | 2 h 46 min 41 s |
| 2e | Fabiana Luperini    | Italie     | Gas Sport Team            | + 0 s           |
| 3e | Diana Žiliūtė       | Lituanie   | Acca Due O-Lorena Camicie | + 1 min 03 s    |
| 4e | Elsbeth Vink        | Pays-Bas   | Pays-Bas                  | + 1 min 10 s    |
| 5e | Mirjam Melchers     | Pays-Bas   | Pays-Bas                  | + 1 min 21 s    |
| 6e | Tracey Gaudry       | Australie  | Timex                     | + 2 min 19 s    |
| 7e | Tatiana Stiajkina   | Ukraine    | Acca Due O-Lorena Camicie | + 2 min 20 s    |
| 8e | Pamela Schuster     | États-Unis | Autotrader.com            | + 2 min 23 s    |
| 9e | Heidi Van de Vijver | Belgique   | Vlaanderen 2002 Ladies    | + 2 min 25 s    |
| 10e | Simona Parente      | Italie     | Gas Sport Team            | + 2 min 25 s    |

## Liste des participantes
| Légende | Légende                                                                                       | Légende | Légende                                                    |
| ------- | --------------------------------------------------------------------------------------------- | ------- | ---------------------------------------------------------- |
| Num     | Dossard de départ porté par le coureur sur cette Coupe du monde cycliste féminine de Montréal | Pos     | Position à l'arrivée de la course                          |
|         | Indique un maillot de champion national ou mondial, suivi de sa spécialité                    | NP      | Indique un coureur qui n'a pas pris le départ de la course |
| AB      | Indique un coureur qui n'a pas terminé la course                                              | HD      | Indique un coureur qui a terminé la course hors des délais |

| Timex TIM | Timex TIM               | Timex TIM |
| --------- | ----------------------- | --------- |
| Num       | Coureuse                | Pos       |
| 1         | Tracey Gaudry (AUS)     | 6e        |
| 2         | Mari Holden (USA)       | 25e       |
| 3         | Kimberly Anderson (USA) | 21e       |
| 5         | Sanna Lehtimäki (FIN)   | 38e       |

| Acca Due O-Lorena Camicie ADO | Acca Due O-Lorena Camicie ADO | Acca Due O-Lorena Camicie ADO |
| ----------------------------- | ----------------------------- | ----------------------------- |
| Num                           | Coureuse                      | Pos                           |
| 11                            | Diana Žiliūtė (LTU)           | 3e                            |
| 12                            | Tatiana Stiajkina (UKR)       | 7e                            |
| 13                            | Marion Clignet (FRA)          | 40e                           |
| 14                            | Jolanta Polikevičiūtė (LTU)   | 46e                           |
| 15                            | Zita Urbonaitė (LTU)          | 20e                           |
| 16                            | Rasa Polikevičiūtė (LTU)      | 16e                           |

| Club Médico-Sportif ___ | Club Médico-Sportif ___ | Club Médico-Sportif ___ |
| ----------------------- | ----------------------- | ----------------------- |
| Num                     | Coureuse                | Pos                     |
| 21                      | Geneviève Jeanson (CAN) | 24e                     |

| Saturn SAT | Saturn SAT                | Saturn SAT |
| ---------- | ------------------------- | ---------- |
| Num        | Coureuse                  | Pos        |
| 31         | Anna Wilson (AUS) (route) | 26e        |
| 32         | Lyne Bessette (CAN)       | 12e        |
| 33         | Susy Pryde (NZL)          | 31e        |
| 34         | Julie Hanson (USA)        | 32e        |
| 35         | Deirdre Demet-Barry (USA) | 30e        |

| Pays-Bas NED | Pays-Bas NED    | Pays-Bas NED |
| ------------ | --------------- | ------------ |
| Num          | Coureuse        | Pos          |
| 41           | Mirjam Melchers | 5e           |
| 43           | Chantal Beltman | 15e          |
| 44           | Elsbeth Vink    | 4e           |
| 46           | Arenda Grimberg | 42e          |

| Gas Sport Team GAS | Gas Sport Team GAS        | Gas Sport Team GAS |
| ------------------ | ------------------------- | ------------------ |
| Num                | Coureuse                  | Pos                |
| 51                 | Pia Sundstedt (FIN)       | 1re                |
| 52                 | Simona Parente (ITA)      | 10e                |
| 53                 | Valeria Cappellotto (ITA) | 19e                |
| 54                 | Fabiana Luperini (ITA)    | 2e                 |
| 55                 | Roberta Bonanomi (ITA)    | 11e                |

| Vlaanderen 2002 Ladies VLA | Vlaanderen 2002 Ladies VLA | Vlaanderen 2002 Ladies VLA |
| -------------------------- | -------------------------- | -------------------------- |
| Num                        | Coureuse                   | Pos                        |
| 61                         | Cindy Pieters (BEL)        | 14e                        |
| 62                         | Heidi Van de Vijver (BEL)  | 9e                         |
| 63                         | Vanja Vonckx (BEL)         | 43e                        |
| 64                         | Vanessa Cheatley (NZL)     | 33e                        |

| Master Team-Carpe Diem MAS | Master Team-Carpe Diem MAS | Master Team-Carpe Diem MAS |
| -------------------------- | -------------------------- | -------------------------- |
| Num                        | Coureuse                   | Pos                        |
| 72                         | Priska Doppmann (SUI)      | 17e                        |
| 73                         | Sigrid Corneo (ITA)        | 39e                        |
| 74                         | Katia Longhin (ITA)        | 41e                        |
| 75                         | Marcia Eicher (SUI)        | 23e                        |

| Intersport Inc ___ | Intersport Inc ___   | Intersport Inc ___ |
| ------------------ | -------------------- | ------------------ |
| Num                | Coureuse             | Pos                |
| 82                 | Darnelle Moore (CAN) | 37e                |
| 85                 | Sandy Espeseth (CAN) | 28e                |

| Elita ___ | Elita ___                  | Elita ___ |
| --------- | -------------------------- | --------- |
| Num       | Coureuse                   | Pos       |
| 92        | Sophie Saint-Jacques (CAN) | 36e       |
| 93        | Cybil Di Guistini (CAN)    | 45e       |

| Grande-Bretagne GBR | Grande-Bretagne GBR | Grande-Bretagne GBR |
| ------------------- | ------------------- | ------------------- |
| Num                 | Coureuse            | Pos                 |
| 101                 | Ceris Gilfillan     | 13e                 |
| 103                 | Yvonne McGregor     | 29e                 |
| 104                 | Sara Symington      | 35e                 |
| 105                 | Susan Carter        | 44e                 |

| Autotrader.com ATC | Autotrader.com ATC           | Autotrader.com ATC |
| ------------------ | ---------------------------- | ------------------ |
| Num                | Coureuse                     | Pos                |
| 111                | Pamela Schuster (USA)        | 8e                 |
| 112                | Kimberly Bruckner (USA)      | 34e                |
| 114                | Andrea Ratkovic-Bowman (USA) | 22e                |
| 116                | Julie Young (USA)            | 18e                |

| Canada CAN | Canada CAN   | Canada CAN |
| ---------- | ------------ | ---------- |
| Num        | Coureuse     | Pos        |
| 123        | Leigh Hobson | 27e        |

| Timex TIM | Timex TIM               | Timex TIM |
| --------- | ----------------------- | --------- |
| Num       | Coureuse                | Pos       |
| 1         | Tracey Gaudry (AUS)     | 6e        |
| 2         | Mari Holden (USA)       | 25e       |
| 3         | Kimberly Anderson (USA) | 21e       |
| 5         | Sanna Lehtimäki (FIN)   | 38e       |

| Acca Due O-Lorena Camicie ADO | Acca Due O-Lorena Camicie ADO | Acca Due O-Lorena Camicie ADO |
| ----------------------------- | ----------------------------- | ----------------------------- |
| Num                           | Coureuse                      | Pos                           |
| 11                            | Diana Žiliūtė (LTU)           | 3e                            |
| 12                            | Tatiana Stiajkina (UKR)       | 7e                            |
| 13                            | Marion Clignet (FRA)          | 40e                           |
| 14                            | Jolanta Polikevičiūtė (LTU)   | 46e                           |
| 15                            | Zita Urbonaitė (LTU)          | 20e                           |
| 16                            | Rasa Polikevičiūtė (LTU)      | 16e                           |

| Club Médico-Sportif ___ | Club Médico-Sportif ___ | Club Médico-Sportif ___ |
| ----------------------- | ----------------------- | ----------------------- |
| Num                     | Coureuse                | Pos                     |
| 21                      | Geneviève Jeanson (CAN) | 24e                     |

| Saturn SAT | Saturn SAT                | Saturn SAT |
| ---------- | ------------------------- | ---------- |
| Num        | Coureuse                  | Pos        |
| 31         | Anna Wilson (AUS) (route) | 26e        |
| 32         | Lyne Bessette (CAN)       | 12e        |
| 33         | Susy Pryde (NZL)          | 31e        |
| 34         | Julie Hanson (USA)        | 32e        |
| 35         | Deirdre Demet-Barry (USA) | 30e        |

| Pays-Bas NED | Pays-Bas NED    | Pays-Bas NED |
| ------------ | --------------- | ------------ |
| Num          | Coureuse        | Pos          |
| 41           | Mirjam Melchers | 5e           |
| 43           | Chantal Beltman | 15e          |
| 44           | Elsbeth Vink    | 4e           |
| 46           | Arenda Grimberg | 42e          |

| Gas Sport Team GAS | Gas Sport Team GAS        | Gas Sport Team GAS |
| ------------------ | ------------------------- | ------------------ |
| Num                | Coureuse                  | Pos                |
| 51                 | Pia Sundstedt (FIN)       | 1re                |
| 52                 | Simona Parente (ITA)      | 10e                |
| 53                 | Valeria Cappellotto (ITA) | 19e                |
| 54                 | Fabiana Luperini (ITA)    | 2e                 |
| 55                 | Roberta Bonanomi (ITA)    | 11e                |

| Vlaanderen 2002 Ladies VLA | Vlaanderen 2002 Ladies VLA | Vlaanderen 2002 Ladies VLA |
| -------------------------- | -------------------------- | -------------------------- |
| Num                        | Coureuse                   | Pos                        |
| 61                         | Cindy Pieters (BEL)        | 14e                        |
| 62                         | Heidi Van de Vijver (BEL)  | 9e                         |
| 63                         | Vanja Vonckx (BEL)         | 43e                        |
| 64                         | Vanessa Cheatley (NZL)     | 33e                        |

| Master Team-Carpe Diem MAS | Master Team-Carpe Diem MAS | Master Team-Carpe Diem MAS |
| -------------------------- | -------------------------- | -------------------------- |
| Num                        | Coureuse                   | Pos                        |
| 72                         | Priska Doppmann (SUI)      | 17e                        |
| 73                         | Sigrid Corneo (ITA)        | 39e                        |
| 74                         | Katia Longhin (ITA)        | 41e                        |
| 75                         | Marcia Eicher (SUI)        | 23e                        |

| Intersport Inc ___ | Intersport Inc ___   | Intersport Inc ___ |
| ------------------ | -------------------- | ------------------ |
| Num                | Coureuse             | Pos                |
| 82                 | Darnelle Moore (CAN) | 37e                |
| 85                 | Sandy Espeseth (CAN) | 28e                |

| Elita ___ | Elita ___                  | Elita ___ |
| --------- | -------------------------- | --------- |
| Num       | Coureuse                   | Pos       |
| 92        | Sophie Saint-Jacques (CAN) | 36e       |
| 93        | Cybil Di Guistini (CAN)    | 45e       |

| Grande-Bretagne GBR | Grande-Bretagne GBR | Grande-Bretagne GBR |
| ------------------- | ------------------- | ------------------- |
| Num                 | Coureuse            | Pos                 |
| 101                 | Ceris Gilfillan     | 13e                 |
| 103                 | Yvonne McGregor     | 29e                 |
| 104                 | Sara Symington      | 35e                 |
| 105                 | Susan Carter        | 44e                 |

| Autotrader.com ATC | Autotrader.com ATC           | Autotrader.com ATC |
| ------------------ | ---------------------------- | ------------------ |
| Num                | Coureuse                     | Pos                |
| 111                | Pamela Schuster (USA)        | 8e                 |
| 112                | Kimberly Bruckner (USA)      | 34e                |
| 114                | Andrea Ratkovic-Bowman (USA) | 22e                |
| 116                | Julie Young (USA)            | 18e                |

| Canada CAN | Canada CAN   | Canada CAN |
| ---------- | ------------ | ---------- |
| Num        | Coureuse     | Pos        |
| 123        | Leigh Hobson | 27e        |

Source. Les partantes ayant abandonné sont incertaines et non-indiquées.